# Powiat Traunstein
Powiat Traunstein (niem. Landkreis Traunstein) – powiat w Niemczech, w kraju związkowym Bawaria, w rejencji Górna Bawaria, w regionie Südostoberbayern.
Siedzibą powiatu Traunstein jest miasto Traunstein.

## Podział administracyjny
W skład powiatu Traunstein wchodzą:
- cztery gminy miejskie (Stadt)
- dwie gminy targowe (Markt)
- 29 gmin wiejskich (Gemeinde)
- cztery wspólnoty administracyjne (Verwaltungsgemeinschaft)
- dwa obszary wolne administracyjnie (gemeindefreies Gebiet)

Miasta:
| Lp. | Nazwa miasta | Ludność (31.12.2011) | Powierzchnia km² |
| --- | ------------ | -------------------- | ---------------- |
| 1   | Tittmoning   | 5.596                | 72,04            |
| 2   | Traunreut    | 20.720               | 45,05            |
| 3   | Traunstein   | 18.989               | 48,53            |
| 4   | Trostberg    | 11.527               | 51,36            |

Gminy targowe:
| Lp. | Nazwa gminy targowej | Ludność (31.12.2011) | Powierzchnia km² |
| --- | -------------------- | -------------------- | ---------------- |
| 1   | Grassau              | 6.405                | 35,76            |
| 2   | Waging am See        | 6.443                | 48,86            |

Gminy wiejskie:
| Lp. | Nazwa gminy           | Ludność (31.12.2011) | Powierzchnia km² |
| --- | --------------------- | -------------------- | ---------------- |
| 1   | Altenmarkt an der Alz | 4.225                | 26,10            |
| 2   | Bergen                | 4.908                | 36,91            |
| 3   | Chieming              | 4.580                | 37,74            |
| 4   | Engelsberg            | 2.624                | 34,18            |
| 5   | Fridolfing            | 4.113                | 44,23            |
| 6   | Grabenstätt           | 4.302                | 37,81            |
| 7   | Inzell                | 4.462                | 45,35            |
| 8   | Kienberg              | 1.359                | 22,83            |
| 9   | Kirchanschöring       | 3.150                | 25,23            |
| 10  | Marquartstein         | 3.166                | 13,41            |
| 11  | Nußdorf               | 2.436                | 16,12            |
| 12  | Obing                 | 3.937                | 43,75            |
| 13  | Palling               | 3.358                | 53,83            |
| 14  | Petting               | 2.321                | 29,93            |
| 15  | Pittenhart            | 1.696                | 27,93            |
| 16  | Reit im Winkl         | 2.359                | 70,99            |
| 17  | Ruhpolding            | 6.282                | 147,83           |
| 18  | Schleching            | 1.722                | 45,10            |
| 19  | Schnaitsee            | 3.593                | 81,15            |
| 20  | Seeon-Seebruck        | 4.627                | 47,92            |
| 21  | Siegsdorf             | 8.091                | 55,20            |
| 22  | Staudach-Egerndach    | 1.105                | 19,34            |
| 23  | Surberg               | 3.184                | 23,74            |
| 24  | Tacherting            | 5.472                | 50,24            |
| 25  | Taching am See        | 1.948                | 26,76            |
| 26  | Übersee               | 4.893                | 30,53            |
| 27  | Unterwössen           | 3.507                | 41,28            |
| 28  | Vachendorf            | 1.859                | 9,96             |
| 29  | Wonneberg             | 1.495                | 18,01            |

Wspólnoty administracyjne:
| Lp. | Nazwa wspólnoty administracyjnej | Ludność (31.12.2011) | Powierzchnia km² | Liczba gmin |
| --- | -------------------------------- | -------------------- | ---------------- | ----------- |
| 1   | Bergen                           | 6.767                | 46,87            | 2           |
| 2   | Marquartstein                    | 4.271                | 56,25            | 2           |
| 3   | Obing                            | 6.992                | 94,51            | 3           |
| 4   | Waging am See                    | 9.886                | 93,64            | 3           |

Obszary wolne administracyjnie:
| Lp. | Nazwa obszaru | Ludność (31.12.2011) | Powierzchnia km² |
| --- | ------------- | -------------------- | ---------------- |
| 1   | Chiemsee      | niezamieszkany       | 77,86            |
| 2   | Waginger See  | niezamieszkany       | 8,98             |

## Demografia
Dane o ludności z 31 grudnia 2008:
| Opis                                | Ogółem  | Ogółem | Kobiety | Kobiety | Mężczyźni | Mężczyźni |
| ----------------------------------- | ------- | ------ | ------- | ------- | --------- | --------- |
| Jednostka                           | osób    | %      | osób    | %       | osób      | %         |
| Populacja                           | 170 594 | 100    | 87 644  | 51,38   | 82 950    | 48,62     |
| Wiek przedprodukcyjny (0–17 lat)    | 31 020  | 18,18  | 15 265  | 8,95    | 15 755    | 9,24      |
| Wiek produkcyjny (18–65 lat)        | 103 094 | 60,43  | 51 509  | 30,19   | 51 585    | 30,24     |
| Wiek poprodukcyjny (powyżej 65 lat) | 36 480  | 21,38  | 20 870  | 12,23   | 15 610    | 9,15      |

## Polityka

### Landrat
- 1952–1958: Hans Unnützer (CSU)
- 1958–1970: Josef Kiene (SPD)
- 1970–1990: Leonhard Schmucker (CSU)
- 1990–2002: Jakob Strobl (CSU)
- od 1 maja 2002: Hermann Steinmaßl (CSU)

### Kreistag
|                          |                          | 2002    | 2002    | 2002    | 2008    | 2008    | 2008    |
| miejsca                  | %                        | głosy   | miejsca | %       | głosy   |         |         |
| ------------------------ | ------------------------ | ------- | ------- | ------- | ------- | ------- | ------- |
|                          | CSU                      | 34      | 47,9%   | 39 102  | 31      | 43,8%   | 34 922  |
|                          | SPD                      | 13      | 18,0%   | 14 678  | 12      | 16,2%   | 12 938  |
|                          | Zieloni                  | 6       | 8,9%    | 7 250   | 9       | 12,8%   | 10 163  |
|                          | FW/UW                    | 8       | 12,0%   | 9 828   | 10      | 15,0%   | 11 972  |
|                          | BP                       | 3       | 4,1%    | 3 363   | 3       | 4,5%    | 3 612   |
|                          | ödp                      | 2       | 2,8%    | 2 287   | 3       | 3,6%    | 2 834   |
|                          | REP                      | 1       | 1,6%    | 1 290   | 1       | 1,8%    | 1 426   |
|                          | FDP                      | 1       | 1,3%    | 1073    | 1       | 2,3%    | 1 804   |
|                          | ABU                      | 2       | 3,3%    | 2 721   | –       | –       | –       |
|                          |                          | 70      | 100%    | 81 592  | 70      | 100%    | 79 671  |
| uprawnieni do głosowania | uprawnieni do głosowania | 129 301 | 129 301 | 129 301 | 133 586 | 133 586 | 133 586 |
| głosy ważne              | głosy ważne              | 81 592  | 81 592  | 81 592  | 79 671  | 79 671  | 79 671  |
| głosy nieważne           | głosy nieważne           | 3 709   | 3 709   | 3 709   | 3 517   | 3 517   | 3 517   |
| frekwencja               | frekwencja               | 66,0%   | 66,0%   | 66,0%   | 62,3%   | 62,3%   | 62,3%   |